# Anaudia felderi
Anaudia felderi är en fjärilsart som beskrevs av Hans Daniel Johan Wallengren 1863. Anaudia felderi ingår i släktet Anaudia och familjen glasvingar. Inga underarter finns listade i Catalogue of Life.